# Hellboy: la semilla de la destrucción
Hellboy: Semilla de Destrucción fue el primer cómic de la miniserie de Hellboy, publicado por Dark Horse Comics, con ilustraciones de Mike Mignola y guion de John Byrne. Se usó como base para la primera película dirigida por Guillermo del Toro.  

## Argumento

### Primera Parte
La historia comienza en 1944, con un informe del oficial George Whitman del Ejército de los EE. UU. a quien le ordenan liderar un comando rumbo al pueblo ficticio East Bromwich en los Midlands inglesas. El grupo del Ejército (acompañado por un superhéroe que lucha contra los nazis llamado La Antorcha de la Libertad) está bajo la dirección de tres funcionarios paranormales, uno de los cuales es el joven Trevor Bruttenholm. La psíquica del grupo, Lady Cynthia Eden-Jones, predice un terrible acontecimiento fruto de un proyecto orquestado por los nazis que podría desencadenar el fin del mundo y que tendrá lugar en una iglesia en ruinas.
Sin embargo, el rito real se ejecuta en Tarmagant, una pequeña isla frente a la costa de Escocia. Los nazis han dispuesto una serie de extrañas máquinas en torno a un Círculo de piedra, en cuyo centro se encuentra el legendario ruso Grigori Rasputín. El mago, armado con un par de poderosos guanteletes, intentará convocar a los Ogdru Jahad de sus prisiones en la Tierra. Invisibles, las bestias son llamadas "no conocedores del cuidado" y "heraldos de la peste", y se identifican como entidades peligrosas.
Aunque los Ogdru Jahad no aparecen, sí lo hace un niño demonio de piel roja en la Iglesia de East Bromwich, que pronto es apodado "Hellboy" por el profesor Bruttenholm. El líder de la operación nazi, Klaus Werner von Krupt está consternado por el aparente fracaso de Rasputín, pero el monje sabe que esto no ha sido así y anuncia que ha puesto en marcha el fin del mundo.
La historia salta a 1994, en la sede de la Agencia de Investigación y Defensa de lo Paranormal (AIDP) en Connecticut. Un Bruttenholm ya veterano se encuentra rememorando el nacimiento de Hellboy cuando este en persona entra a la oficina. Se revela que Bruttenholm desapareció por dos años tras una expedición al polo sur. Le relata a Hellboy la historia de su reciente desaparición, informándole de su viaje al círculo ártico con "los dos muchachos Cavendish" y un hombre llamado Sven Olafssen, un "famoso explorador del Ártico". El cuarteto había entrado a una cueva en la cima del mundo, que sostenía una extraña estatua Lovecraftiana de una criatura con tentáculos. Había un humano meditando a sus pies. Cuando Bruttenholm toca la reliquia, esta aparentemente volvió a la vida pero él no recuerda mucho más. Mientras está contando esto a Hellboy, es interrumpido por una plaga de ranas que entra a su oficina y Bruttenholm huye aterrado gritando a Hellboy, que es su hijo adoptivo "¡Sálvate!".
Antes que Hellboy consiga reaccionar, Bruttenholm es asesinado por un inmenso monstruo anfibioide, que le deja marcas como de agujeros en su cadáver reseco. La criatura ataca a Hellboy, pero él es más poderoso que el monstruo rana y le disparara mientras trata de huir. Después de matar a la criatura, Hellboy llama por teléfono al Director de la AIDP, Tom Manning, informándole de la muerte de Bruttenholm. Mientras Manning intercambia información con sus subordinados, la escena cambia al interior de una antigua casa Victoriana donde una sombra oscura conversa con una anciana sobre la muerte de Bruttenholm. La última viñeta de la historieta es una rana dentro de la taza de la anciana.

### Segunda Parte
Después de haber descubierto algunas pistas relacionadas con la muerte del profesor, Hellboy llega a la casa victoriana llamada Cavendish Hall, junto con sus colegas Elizabeth "Liz" Sherman y Abraham Sapien. Lady Emma Cavendish, la dueña de la casa, es  la anciana que vimos al final del capítulo anterior. Ella explica que es la última heredera de Cavendish Hall. Sus hijos murieron, al parecer, en la expedición con Bruttenholm. También dice que sus hijos no fueron los primeros varones de la línea de Cavendish que trataron de encontrar la cueva; todos los hombres de su familia a lo largo de muchas generaciones han muerto tratando de encontrarla. La práctica comenzó con un navegante llamado Elihu Cavendish, un ballenero que había viajado por el mundo y oído historias exóticas en numerosos puertos. Había hecho el objetivo de su vida encontrar el templo en el polo norte, y con su fracaso, todos los varones de las generaciones siguientes intentaron llevar a cabo su misión. Lady Cavendish confía al trío su tristeza de ser el último miembro con vida de su familia, y espera que, cuando muera, Cavendish Hall se hunda en el lago de abajo.
El mayordomo escolta al trío a sus habitaciones. Cuando Lady Cavendish se queda sola, la silueta sombría con la que habló sobre la muerte de Bruttenholm en el capítulo anterior le informa que pronto se reunirá con sus hijos, llamándolos a presentarse diciendo la línea "Niños, dad un beso a vuestra madre antes de ir a la cama". 
Decidido a iniciar la investigación, Abe se quita el traje y se lanza por la ventana al lago, con la esperanza de encontrar algo en el agua que hay debajo de la casa. Hellboy luego llama a Liz por una línea interna, para decirle que el mayordomo era exactamente igual que Sven Olafssen, el explorador del Ártico que supuestamente había muerto durante la expedición con los hermanos Cavendish y Bruttenholm. Un grupo de ranas aparecen de repente en la habitación de Liz, Y cuando se lo menciona a Hellboy, este le grita que debe salir de ahí inmediatamente, corriendo él hacia su cuarto.
Hellboy llega a la habitación para encontrar que Liz se ha ido, sin embargo, Olafssen está en la sala, fingiendo que no sabe que ella se ha desaparecido. Cuando Hellboy lo amenaza, él se transforma en un monstruo-rana, y los dos se traban en lucha. Después de matar a este segundo anfibioide, Hellboy vuelve a la sala de estar y se encuentra con que ha muerto Lady Cavendish, su cuerpo está cubierto de marcas similares a las que tenía el cadáver de Bruttenholm. Hellboy se lamenta por no haber hecho nada para protegerla, pero el individuo oscuro visto anteriormente aparece, revelando ser Rasputín, que le dice a Hellboy que fue él quien lo había convocado desde el vacío, y revelándole que también es el destino de Hellboy ayudarlo a destruir el mundo. Antes de que pueda irse, un conjunto de grandes tentáculos surge a través de las tablas del suelo y arrastra a Hellboy a las cavernosas profundidades acuáticas debajo de la casa.

### Tercera Parte
En la oscuridad debajo de Cavendish Hall -que se revela como un templo azteca- Rasputin comienza a aleccionar a Hellboy sobre la naturaleza de Ogdru Jahad y del deseo de estos de ser liberados de su prisión. Hellboy rápidamente se impacienta y le dispara a Rasputín en la cabeza, pero el monje sana inmediatamente, pronunciando una maldición que hace que Hellboy vuele por los aires. Esto preocupa al demonio, ya que esto significa que sus amuletos y reliquias no lo protegen contra el poder de Rasputín. Rasputín le advierte que él lo trajo al mundo y que puede fácilmente sacarlo de él. El monstruo-rana Olafssen regresa y comienza a luchar de nuevo con Hellboy.
Mientras tanto, Abe ha llegado al lago a través de los canales que conectan los sótanos y cavernas de Cavendish Hall. En las cuevas subterránas, se encuentra con los hermanos Cavendish, que se han convertido en monstruos-rana, sin embargo, no son tan violentos como Olafssen, y en cambio se los ve abrazando el cadáver de su madre, a la que mataron por orden de Rasputín. Aventurándose más allá, Abe descubre el cuerpo de Elihu Cavendish, sentado en un trono y con un arpón en la mano.
De vuelta en el templo, Rasputín revela su Relación con el Ogdru Jahad. Después de haber sido asesinado por un grupo de nobles en 1916 y su cuerpo arrojado al río Neva, y Rasputín fue vuelto a la vida por el Ogdru Jahad se fue de Rusia, buscar refugio en un pueblo italiano, donde ganó reputación como Profeta del Apocalipsis. Pronto Fue visitado por Heinrich Himmler, quien lo llevó a Alemania a dirigir  uno de los desesperados "Proyectos del Fin del Mundo" de Hitler. Aunque Rasputín sabía que Hitler estaba condenado al fracaso, también sabía que podía Utilizar el dinero y la inteligencia científica y tecnológica del Tercer Reich para sus propias ambiciones. Se alineó con Karl Ruprecht Kroenen, Ilsa Haupstein, Leopold Kurtz y otros y diseñó una máquina que trajera a Ogdru Jahad a la tierra y reducirla a cenizas.
Cuando el proyecto fracasó y el grupo se disolvió, Rasputín se dirigió hacia el norte, recibiendo una visión de Sadu Hem (la estatua-criatura encontrada por Bruttenholm que está ahora en el templo bajo Cavendish Hall). El Monje entró en una profunda meditación y vio a Ogdru Jahad en el abismo. Después de ser despertado por el tacto de Bruttenholm, accedió a la memoria del profesor y por casualidad descubrió la existencia de Hellboy. Usando su poder, controló las mentes del grupo de expedicionarios para colocar Sadu Hem a bordo de un barco y llevarlo a América, mientras la criatura se almientaba de todo el mundo a bordo. También permitió a un Bruttenholm enloquecido que regresara a Nueva York, una sabiendas de que serviría de cebo para atraer un Hellboy.
Rasputín revela entonces que hizo que Olafssen capturase a Liz para canalizar los poderes de ella a través de sí mismo y hacia Sadu Hem, que a su vez utilizará esta energía para desbloquear los capullos de cristal de Ogdru Jahad. Ahora ya no necesita a Hellboy y proclama que el infierno en la tierra se está acercando.

### Cuarta Parte
Mientras el flujo de energía de Liz entra en Sadu Hem, se ve a los Ogdru Jahad retumbando en sus prisiones. Una raza alienígena desconocida se ve observando los acontecimientos, temiendo que "los siete" devoren el universo, una vez que ennegrezcan la tierra. Hellboy continúa la batalla con Olafssen, antes de encontrar un granada y metérsela por la garganta, pidiendole disculpas a lo poco de  humano que pueda quedar en la criatura.
Rasputín se regocija en su victoria inminente recitando el mismo hechizo que había Utilizado hace cincuenta años en su intento de convocar a la criatura. Sin embargo, antes de que finalice el hechizo, es atravesado en el pecho por Abe, que está bajo la posesión de un vengativo Elihu Cavendish. Con la concentración del Monje rota, el poder de fuego de Liz se vuelve incontrolable, friendo a Sadu Hem y causando el colapso de la caverna. Abe despierta del control de Cavendish y salta hacia delante para salvar a Liz, antes de saludar a Hellboy y llevar a Liz a una escalera cercana.
Un furioso Rasputín intenta matar a Hellboy, pero la mayor parte de su poder se agotó y es Incapaz de hacerlo. Luego trata de chantajear al demonio diciéndole que si lo mata, nunca sabrá su verdadero propósito. Hellboy le golpea el cráneo a Rasputín con la mano derecha gigante, sube la escalera antes de salir de la sala y ver que se hunde en el lago. Abe y Liz Intentan preguntar sobre lo que sucedió en la cueva, así como sobre la identidad del hechicero, pero Hellboy es reacio a informarles.
Mientras Hellboy rememora las últimas palabras del Monje, la escena cambia a un abandonado castillo de Noruega, que alberga las ruinas de un viejo laboratorio esotérico nazi. Las siluetas de Kroenen, Ilsa y Kurtz -antiguos discípulos de Rasputín- se ven congelados en la pared bajo una gruesa capa de hielo. Sin embargo, un dispositivo cercano comienza a parpadear, se enciende y el hielo comienza a derretirse...

## Nominaciones y galardones de'Semilla de destrucción'

### Premios Harvey
- Mejor Álbum previamente publicado (año 1995).

### Premios Eisner
- Mejor Álbum: Impresión (año 1995).
- Mejor Artista: Mike Mignola por Semilla de Destrucción (año 1995).

- Datos: Q2335421